# Christa Théret
Christa Théret (Parigi, 25 giugno 1991) è un'attrice francese.

## Biografia
Christa è stata notata nel 2003, all'età di 11 anni, nel cortile del collegio Antoine Coysevox (nel XVIII arrondissement), da un direttore di casting; debutta nel mondo cinematografico due anni dopo, nel film Cacciatore di teste di Costa-Gavras, in cui interpreta Betty Davert la figlia di José Garcia.
Nel 2007, ha interpretato Julie, un adolescente nel film, Et toi t'es sur qui? (selezionato al Festival di Cannes 2007 nella sezione Un Certain Regard e la Caméra d'or). Nel 2008 ha abbandonato la scuola a diciassette anni, e recitato ha nel film di Lisa Azuelos, LOL - Il tempo dell'amore, a fianco di Sophie Marceau e Jérémy Kapone. Da aprile a giugno 2009, è il turno di Le Village des ombres, opera prima del regista Fouad Benhammou.
Per poi lavorare nuovamente nel mese di ottobre nel Le mariage de Chiffon, diretto da Jean-Daniel Verhaeghe, quinto episodio della stagione Contes et nouvelles du XIXe siècle, in onda da aprile 2010 su France 2. Alla fine del 2009 e inizio 2010, lavora nel nuovo film di Bertrand Blier, Le Bruit des glaçons, con Jean Dujardin e Albert Dupontel. Nel 2010 avviene la consacrazione, iniziando dal primo film di Chris Sahr, Voie rapide, con Johan Libéreau e Isabelle Candelier. Gira anche Carjacking di Lars Blumers con Marc-André Grondin e Éric Elmosnino.
Nel 2019 è protagonista, con Isaac Hempstead Wright, al video ufficiale FOALS - Exits.

## Filmografia parziale

### Cinema
- Cacciatore di teste (Le Couperet), regia di Costa-Gavras (2005)
- Et toi, t'es sur qui ? di Lola Doillon (2006)
- LOL - Il tempo dell'amore (LOL (Laughing Out Loud) di Lisa Azuelos (2009)
- Voie Rapide di Christophe Sahr (2010)
- Le Bruit des glaçons di Bertrand Blier (2010)
- Le Village des ombres di Fouad Benhammou (2010)
- Carjacking di Lars Blumers (2011)
- La Brindille, regia di Emmanuelle Millet (2011)
- Renoir di Gilles Bourdos (2012)
- L'uomo che ride (L'Homme qui rit), regia di Jean-Pierre Améris (2012)
- La figlia del capo (La Fille du patron), regia di Olivier Loustau (2015)
- Marguerite, regia di Xavier Giannoli (2015)
- Il gioco delle coppie (Doubles Vies), regia di Olivier Assayas (2018)
- Conann, regia di Bertrand Mandico (2023)

### Televisione
- Au siècle de Maupassant: Contes et nouvelles du XIXème siècle – serie TV, un episodio (2010)
- Maximilian - Il gioco del potere e dell'amore (Maximilian – Das Spiel von Macht und Liebe) – miniserie TV, 3 episodi (2017)

### Doppiatrice
- Sasha e il Polo Nord (Tout en haut du monde), regia di Rémi Chayé (2015)

## Riconoscimenti
- César 2010: nominata per la migliore promessa femminile per LOL – Il tempo dell'amore.

## Doppiatrici italiane
- Gemma Donati in Cacciatore di teste
- Veronica Puccio in LOL - Il tempo dell'amore
- Chiara Oliviero ne Il gioco delle coppie
- Letizia Ciampa in Maximilian - Il gioco del potere e dell'amore

Da doppiatrice è sostituita da:
- Simona Chirizzi in Sasha e il Polo Nord